# Ганс Фальке (U-1279)
Ганс Фальке (нім. Hans Falke; 7 серпня 1920, Віттен — 3 лютого 1945, Ла-Манш) — німецький офіцер-підводник, оберлейтенант-цур-зее крігсмаріне.

## Біографія
1 листопада 1937 року вступив на флот. З червня 1940 року — 2-й мінний офіцер в 11-й флотилії мінних тральщиків. З березня 1941 року — мінний офіцер на мінному тральщику «Балі», з травня 1942 року — в мінному командуванні Ла-Палліса, з серпня 1942 року — Лор'яна, потім пройшов курс підводника. З 5 липня 1944 року — командир U-1279. 29 січня 1945 року вийшов у свій перший і останній похід. 3 лютого U-1279 був потоплений в Ла-Манші південно-східніше Сіллі глибинними бомбами британських кораблів «Лабуан», «Лох Фада» і «Вайлд Гус» та патрульного літака PB4Y-2 «Приватір». Всі 48 членів екіпажу загинули.

## Звання
- Рекрут (1 листопада 1937)
- Боцман
- Лейтенант-цур-зее резерву (1 липня 1940)
- Оберлейтенант-цур-зее резерву (1 вересня 1942)

## Нагороди
- Залізний хрест
  - 2-го класу (1940)
  - 1-го класу (9 вересня 1941)
- Нагрудний знак мінних тральщиків (1941)